# 시바코야 유이치
시바코야 유이치(일본어: 柴小屋 雄一, 1983년, 6월 16일 ~ )는 일본의 전 축구 선수이다.

## 구단 경력
시바코야 유이치는 과거 오이타 트리니타, 미토 홀리호크, 사간 도스, 에히메 FC에서 활동하였다.